# Nelo
Nelo is een geslacht van vlinders van de familie spanners (Geometridae), uit de onderfamilie Ennominae.

## Soorten
- N. crescens Warren, 1904
- N. cydrara Druce, 1907
- N. darthula Thierry-Mieg, 1893
- N. discalis Walker, 1854
- N. flora Warren, 1897
- N. lippa Schaus, 1892
- N. mediata Warren, 1906